# Île Gonzalo (Cabo de Hornos)
Pour les articles homonymes, voir Île Gonzalo.
L'île Gonzalo, en espagnol : Isla Gonzalo, est une île sub-antarctique inhabitée. D'une superficie de 38 ha, elle est, par sa taille, la deuxième île de l'archipel Diego Ramírez, derrière l'île Bartolomé. Cet archipel est situé dans le passage de Drake entre l'Amérique du Sud et l'Antarctique. Elle a été nommée d'après Gonzalo García de Nodal, l'un des deux chefs de l'expédition Garcia de Nodal qui visite l'archipel en 1619.
Au sommet de l'île, à 108 m d'altitude, le phare des îles Diego Ramirez signale la présence des îles aux navires empruntant le passage de Drake.

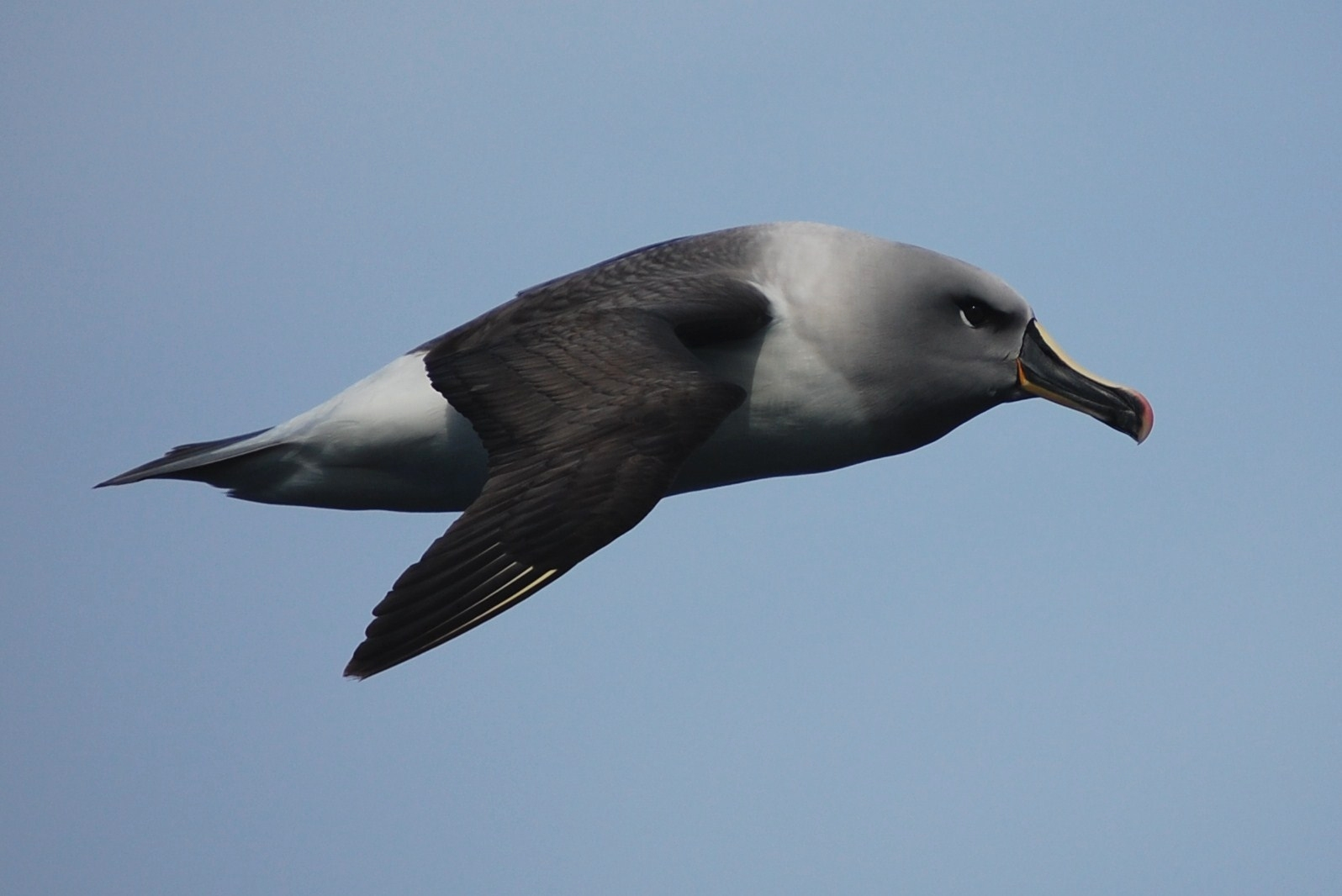
L'île est un site important pour la reproduction des albatros à tête grise.

L'île est un site important pour la reproduction des Albatros à sourcils noirs (plus de 6 000 couples ont été recensés) et des albatros à tête grise (plus de 4 000 couples), ainsi que des pétrels géants,.